# Marguerite du Bourg de Bozas
Marguerite Marie Sipière, comtesse du Bourg de Bozas, née le 9 avril 1876 dans le 8e arrondissement de Paris et morte le 20 décembre 1935 dans le 16e arrondissement de Paris, est une voyageuse française.

## Biographie
Marie Julie Palma Jeanne Marguerite Sipière naît à Paris en 1876, de Joseph Paul Sipière, propriétaire, et de Marie Eugénie Pauline Nerida Jandot, son épouse.
Belle-sœur de l'explorateur Robert Du Bourg de Bozas, elle décide d'effectuer elle-même un tour du monde. Elle part ainsi de Marseille le 28 décembre 1900, arrive à Aden le 7 janvier 1901 puis, s'étant liée à la maharané de Baroda débarque à Bombay le 11. Elle est alors logée au Palais, visite toute la ville et photographie des personnes dénutries et des malades. 
Le 24 janvier, elle est à Jaïpur. Elle se rend ensuite à Delhi puis Kapurthala, Lahore, Amritsar et son temple d'or, Peshawar et Agra (10 février) où elle voit le Taj Mahal. Invitée par le maharajah, elle visite Gwalior puis arrive à Bénarès (26 février). Elle voit Calcutta puis Darjeeling et le 5 mars, s'embarque à Calcutta pour Ceylan. 
Elle visite Colombo et Kandy ainsi que plusieurs monuments de l'île avant de partir pour Singapour (24 mars) et Hong Kong. Elle se rend ensuite à Canton puis Shanghai où elle embarque pour le Japon qu'elle atteint à Nagasaki le 7 avril. Elle voit alors Kobé, Kyoto, Otsu, Gotemba, Tokyo et Nikko. 
À la fin avril, se trouvant à Vancouver, elle y reçoit de mauvaises nouvelles et décide de rentrer en France. 
Elle laisse un journal très détaillé de son périple agrémenté de cent-soixante-cinq photographies, témoignages exceptionnels de son époque, publié en 1903 sous le titre Mon tour du monde. Les Indes, la Chine, le Japon.
Elle meurt en 1935 en son domicile parisien du 6, rue Newton. Elle est inhumée au cimetière du Père-Lachaise.